# Quinto Júlio Balbo
Quinto Júlio Balbo (em latim: Quintus Iulius Balbus) foi um senador romano da gente Júlia nomeado cônsul sufecto para o nundínio de setembro a outubro de 85 com Décimo Abúrio Basso. Depois foi nomeado procônsul da Ásia entre 100 e 102, já na época de Trajano. Quinto Júlio Balbo, cônsul sufecto em 129, era seu filho.